# Saint-Léonard (Vosges)
Saint-Léonard és un municipi francès, situat al departament dels Vosges i a la regió del Gran Est. L'any 2007 tenia 1.377 habitants.

## Demografia

### Població
El 2007 la població de fet de Saint-Léonard era de 1.377 persones. Hi havia 552 famílies, de les quals 140 eren unipersonals (84 homes vivint sols i 56 dones vivint soles), 184 parelles sense fills, 168 parelles amb fills i 60 famílies monoparentals amb fills.
La població ha evolucionat segons el següent gràfic:
Habitants censats

### Habitatges
El 2007 hi havia 642 habitatges, 570 eren l'habitatge principal de la família, 36 eren segones residències i 36 estaven desocupats. 508 eren cases i 131 eren apartaments. Dels 570 habitatges principals, 410 estaven ocupats pels seus propietaris, 147 estaven llogats i ocupats pels llogaters i 13 estaven cedits a títol gratuït; 2 tenien una cambra, 11 en tenien dues, 78 en tenien tres, 157 en tenien quatre i 322 en tenien cinc o més. 498 habitatges disposaven pel capbaix d'una plaça de pàrquing. A 276 habitatges hi havia un automòbil i a 244 n'hi havia dos o més.

### Piràmide de població
La piràmide de població per edats i sexe el 2009 era:
| Homes | Edats   | Dones |
| ----- | ------- | ----- |
| 0     | 95 o +  | 0     |
| 0     | 90 a 94 | 0     |
| 0     | 85 a 89 | 4     |
| 4     | 80 a 84 | 12    |
| 16    | 75 a 79 | 12    |
| 40    | 70 a 74 | 32    |
| 48    | 65 a 69 | 56    |
| 28    | 60 a 64 | 52    |
| 32    | 55 a 59 | 40    |
| 24    | 50 a 54 | 40    |
| 48    | 45 a 49 | 36    |
| 24    | 40 a 44 | 48    |
| 52    | 35 a 39 | 64    |
| 52    | 30 a 34 | 52    |
| 24    | 25 a 29 | 28    |
| 32    | 20 a 24 | 28    |
| 24    | 15 a 19 | 32    |
| 20    | 10 a 14 | 44    |
| 48    | 5 a 9   | 52    |
| 40    | 0 a 4   | 48    |

## Economia
El 2007 la població en edat de treballar era de 831 persones, 619 eren actives i 212 eren inactives. De les 619 persones actives 539 estaven ocupades (302 homes i 237 dones) i 80 estaven aturades (26 homes i 54 dones). De les 212 persones inactives 87 estaven jubilades, 71 estaven estudiant i 54 estaven classificades com a «altres inactius».

### Ingressos
El 2009 a Saint-Léonard hi havia 572 unitats fiscals que integraven 1.416,5 persones, la mediana anual d'ingressos fiscals per persona era de 17.184 €.

### Activitats econòmiques
Dels 53 establiments que hi havia el 2007, 1 era d'una empresa extractiva, 2 d'empreses alimentàries, 7 d'empreses de fabricació d'altres productes industrials, 11 d'empreses de construcció, 17 d'empreses de comerç i reparació d'automòbils, 1 d'una empresa de transport, 1 d'una empresa d'hostatgeria i restauració, 1 d'una empresa financera, 5 d'empreses immobiliàries, 3 d'empreses de serveis, 3 d'entitats de l'administració pública i 1 d'una empresa classificada com a «altres activitats de serveis».
Dels 13 establiments de servei als particulars que hi havia el 2009, 3 eren tallers de reparació d'automòbils i de material agrícola, 3 paletes, 2 fusteries, 2 lampisteries, 1 electricista, 1 empresa de construcció i 1 perruqueria.
Dels 3 establiments comercials que hi havia el 2009, 1 era una botiga de menys de 120 m², 1 una fleca i 1 una botiga d'electrodomèstics.
L'any 2000 a Saint-Léonard hi havia 7 explotacions agrícoles.

## Equipaments sanitaris i escolars
El 2009 hi havia 2 escoles elementals.

## Poblacions més properes
El següent diagrama mostra les poblacions més properes.